# Vincent Trébuchet
Vincent Trébuchet, né le 5 juillet 1988 à Paris, est un homme politique français.
Il est élu député de la 2e circonscription de l'Ardèche en 2024, soutenu par l'alliance entre les Républicains à droite d'Éric Ciotti et le Rassemblement national.

## Biographie
Élu député à l'âge de 36 ans, Vincent Trébuchet est marié et père de quatre enfants.
Ancien directeur adjoint et financier d'un magasin Leroy Merlin en Île-de-France, puis chargé de la gestion et du développement d'un portefeuille de dirigeants actionnaires d'entreprises au sein du groupe bancaire Caisse d'épargne, Vincent Trébuchet est employé de la « start-up studio » de la Fondation Bien Commun et travaille essentiellement à la mise en place d'un réseau de collèges et lycées catholiques proposant une « authentique éducation intégrale » soutenu par Pierre-Édouard Stérin, un entrepreneur et milliardaire français proche de la droite et de l'extrême droite.
Il sort en tête du premier tour des élections législatives de 2024 avec 35,7 % des voix et l'emporte au second avec 52,7 % face à son adversaire du Nouveau Front populaire. Il demande à son suppléant, mis en cause pour des déclarations racistes, de démissionner.

## Polémiques
Selon un article du journal Le Monde, paru le 26 juin 2024 à propos du milliardaire Pierre-Édouard Stérin, Vincent Trébuchet y est présenté comme un « pion » de celui-ci, désigné comme candidat en Ardèche pour servir les intérêts politiques et idéologiques de l'entrepreneur, sous un projet nommé Périclès. Cette polémique est accentuée par le fait que les médias locaux ardéchois soulignent que Vincent Trébuchet était jusque là inconnu des Ardéchois ainsi que des cadres locaux des Républicains comme du RN,,
Le 3 juillet 2024, le candidat Vincent Trébuchet devait débattre avec son adversaire du second tour, Michèle Victory, sur le plateau de France 3 Rhône-Alpes. Vincent Trébuchet, qui avait pourtant donné son accord, a annulé sa venue trois heures avant, ce qui a provoqué la colère en direct du présentateur pour qui cela n'était encore jamais arrivé.